# Xã Mussman, Quận Jones, Nam Dakota
Xã Mussman (tiếng Anh: Mussman Township) là một xã thuộc quận Jones, tiểu bang Nam Dakota, Hoa Kỳ. Năm 2010, dân số của xã này là 10 người.